# El Obrero Industrial
El Obrero Industrial fue un periódico sindicalista producido en la Ciudad de México alrededor de 1919. Fue publicado por José Refugio Rodríguez, Wenceslao Espinoza y otros trabajadores afiliados a Industrial Workers of the World (Trabajadores Industriales del Mundo), tratando de establecer una presencia del IWW en México. Éste y otros periódicos del IWW se presentaron en distritos rebeldes en Guanajuato, Hidalgo, Coahuila , Chihuahua y Sonora.